# Княжа вулиця (Чернігів)
Княжа вулиця — вулиця у центрі Чернігова, що простягається від вул. Єлецької до вул. Ринкової. Від 1978 року мала назву на честь радянського військового діяча Михайла Кирпоноса. Складається з колишніх вулиць Олександрівської (північна частина) та Всеволодської (південна частина), у 1919-1978 роках носила назву 25 жовтня.

## Історія

### XIX століття
Територія сучасної Княжої вулиці ще за доби Русі входила до складу Передгороддя і була густо заселена. Про це свідчать результати археологічних досліджень. Так, у 1983 році на перехресті з вул. Князя Чорного були виявлені та досліджені рештки стародавніх міських укріплень, зведених у Х—ХІ ст. Поряд знаходилися житла та господарчі будівлі містян. Неподалік зафіксували частину кладовища, яке почало формуватися із західного боку Чернігова ще за язичницьких часів.
Магістраль виникла після розробки плану забудови міста 1786 року. Тоді вона проходила по краю Красної площі біля Театрального скверу, через що була поділена на дві вулиці — Олександрівську та Всеволодську. Олександрівська вулиця, як і прилегла до неї Олександрівська площа (нині Центральний ринок), були названі на честь Олександра I за його роль у поразці Наполеона Бонапарта. На Олександрівській площі влаштовували торги та ярмарки, тому на вулиці Олександрівській розташувалися стоянка диліжансів та декілька контор мір і ваги. Трохи нижче йшли житлові будинки. В одному з них, за № 20а, у 1856—1861 та 1862—1865 роках проживав російський письменник Гліб Успенський. У будинку № 30 на початку 1918 року містився штаб Замоскворіцького червоногвардійського загону, пізніше, з 1922 року — губернська Надзвичайна комісія (ВЧК). На перехресті з вул. Магістратською знаходився будинок магістрату (нині будівля чернігівської регіональної контори НБУ) і будівля Державного банку (нині міськвиконком). Будинок магістрату збудували у 1806 році, у 1886 році до нього надбудували другий поверх. У XX столітті будинок був повністю перебудований і став триповерховим.
Південніше від Театрального скверу йшла вулиця Всеволодська, названа на честь князя Всеволода, батька Володимира Мономаха, яка була забудована житловими будинками. У підвалі будинку № 6 у квартирі підмайстра губернської типографії Я. Кадина під час революції 1905—1907 рр. була обладнана підпільна друкарня міської організації РСДРП.

### XX століття
У 1919 році Олександрівську вулицю перейменували на вул. 25 Жовтня, а трохи згодом до неї приєднали Всеволодську вулицю.
Хоча під час Німецько-радянської війни центральна частина Чернігова була майже повністю зруйнована бомбардуваннями, на вулиці Княжій і сьогодні зберігаються залишки історичної забудови. Цікаво, що на Олександрівській вулиці збереглися аж три споруди, де у різні часи працювали банківські установи. Це зведений у 1806 році міський магістрат, де 19 листопада 1875 року почав діяти міський громадський банк, так званий будинок Маркельса (№ 30), у якому 1 вересня 1895 року розмістилося Чернігівське відділення Державного банку і, нарешті, споруда сучасної міської ради, яка була зведена у 1908 році спеціально для нього.
Зберігся на колишній Всеволодській вулиці (зараз Княжа, № 6) одноповерховий житловий будинок, де була типографія РСДРП. Цікаво, що неподалік, на розі з Богоявленською вулицею, знаходилося поліційне управління. Ця, зведена у 1860 році, двоповерхова цегляна споруда існує і сьогодні, але зараз це вже не поліція, а міська прокуратура.
На жаль, не все збереглося до нашого часу. Будинок колишнього Олександрівського училища, заснованого у 1888 році, в якому у 1920-х роках розмістили Індустріальний технікум, був знищений під час війни. Нині на місці цієї будівлі зведено будинок бібліотеки.
З 1978 року вулиця 25 Жовтня носила ім'я Героя Радянського Союзу Михайла Петровича Кирпоноса.
Вулиця постраждала під час обстрілів Чернігова російськими загарбниками. Ракета влучила в колишній кінотеатр Щорса, у будинках навколо вилетіли шибки. Також було завдано ударів по двоповерховим будинкам, які збудовані німецькими військовополоненими.
28 липня 2022 року рішенням виконавчого комітету Чернігівської міської ради вулиці присвоєно назву Княжа.